# Florimont (butte)
Pour les articles homonymes, voir Florimont (homonymie).
Le Florimont est une butte avancée des collines sous-vosgiennes qui culmine à 386 m d'altitude ; elle est située dans le triangle Niedermorschwihr - Katzenthal - Ingersheim (Haut-Rhin).

## Étymologie
La tradition raconte que son sol se parsemait autrefois d'anémones et d'orchidées sauvages, ce qui lui aurait valu le nom de « mont fleuri », le « Florimont ».

## Géographie
Le site géologique du Florimont, situé au sud du champ de fractures de Ribeauvillé, est constitué de deux collines, le Sommerberg, son point culminant (386 m), et le Dorfbourg (308 m). Cette barrière naturelle protège le site des incidences nordiques et lui confère un micro-climat considérablement plus doux qu'en plaine non abritée.
Outre le fait qu'il est doté d'une flore et d'une faune typiquement méditerranéennes, ce site permet, sur une distance de six-cents mètres d'est en ouest, de visualiser toute l'histoire géologique du massif vosgien et de la création du fossé rhénan.
La diversité des roches rencontrées avec la succession des différentes strates, l'appréhension du relief dû aux différences de résistance à l'érosion et de la fragmentation du terrain due à la tectonique permettent à merveille de reconstituer les multiples paléoenvironnements consécutifs qui ont régné dans la région.